# Classique Paul Hunter de snooker 2013
Le Classique Paul Hunter 2013 est un tournoi de snooker classé mineur, qui s'est déroulé du 21 au 25 août 2013 au Stadthalle à Fürth en Allemagne. Il est sponsorisé par Arcaden.

## Déroulement
Il s'agit de la cinquième épreuve du championnat européen des joueurs, une série de tournois disputés en Europe (8 épreuves) et en Asie (4 épreuves), lors desquels les joueurs doivent accumuler des points afin de se qualifier pour la grande finale à Preston.
L'événement compte un total de 228 participants, dont 128 ont atteint le tableau final. Le vainqueur remporte une prime de 25 000 €.
Le tournoi est remporté par Ronnie O'Sullivan 4 à 0 face à Gerard Greene, la finale n'ayant duré que 44 minutes. Il a notamment battu le double tenant du titre Mark Selby en demi-finales. Lors de la séance photo suivant la finale, O'Sullivan a involontairement brisé son trophée en verre alors qu'il plaisantait avec Greene.

## Dotation
La répartition des prix est la suivante :
- Vainqueur : 25 000 €
- Finaliste : 12 000 €
- Demi-finaliste : 6 000 €
- Quart de finaliste : 4 000 €
- 8èmes de finale : 2 300 €
- 16èmes de finale : 1 200 €
- Deuxième tour : 700 €
- Dotation totale : 125 000 €

## Phases finales
|  | Quarts de finale au meilleur des 7 manches | Quarts de finale au meilleur des 7 manches | Quarts de finale au meilleur des 7 manches |               |                   | Demi-finales au meilleur des 7 manches | Demi-finales au meilleur des 7 manches | Demi-finales au meilleur des 7 manches |  |  | Finale au meilleur des 7 manches | Finale au meilleur des 7 manches | Finale au meilleur des 7 manches |
|  |                                            |                                            |                                            |               |                   |                                        |                                        |                                        |  |  |                                  |                                  |                                  |
|  |                                            | Stuart Bingham                             | 0                                          |               |                   |                                        |                                        |                                        |  |  |                                  |                                  |                                  |
|  |                                            | Ronnie O'Sullivan                          | 4                                          |               |                   |                                        |                                        |                                        |  |  |                                  |                                  |                                  |
|  |                                            | Ronnie O'Sullivan                          | 4                                          |               | Ronnie O'Sullivan | 4                                      |                                        |                                        |  |  |                                  |                                  |                                  |
|  |                                            |                                            |                                            |               | Ronnie O'Sullivan | 4                                      |                                        |                                        |  |  |                                  |                                  |                                  |
|  |                                            |                                            | Mark Selby                                 | 2             |                   |                                        |                                        |                                        |  |  |                                  |                                  |                                  |
|  |                                            | Robert Milkins                             | Mark Selby                                 | 2             | 2                 |                                        |                                        |                                        |  |  |                                  |                                  |                                  |
|  |                                            | Robert Milkins                             |                                            |               | 2                 |                                        |                                        |                                        |  |  |                                  |                                  |                                  |
|  |                                            | Mark Selby                                 | 4                                          |               |                   |                                        |                                        |                                        |  |  |                                  |                                  |                                  |
|  |                                            |                                            |                                            |               |                   |                                        |                                        |                                        |  |  |                                  | Ronnie O'Sullivan                | 4                                |
|  |                                            |                                            |                                            | Gerard Greene | 0                 |                                        |                                        |                                        |  |  |                                  |                                  |                                  |
|  |                                            | Joe Swail                                  | 1                                          |               |                   |                                        |                                        |                                        |  |  |                                  |                                  |                                  |
|  |                                            | Gerard Greene                              | 4                                          |               |                   |                                        |                                        |                                        |  |  |                                  |                                  |                                  |
|  |                                            | Gerard Greene                              | 4                                          |               | Gerard Greene     | 4                                      |                                        |                                        |  |  |                                  |                                  |                                  |
|  |                                            |                                            |                                            |               | Gerard Greene     | 4                                      |                                        |                                        |  |  |                                  |                                  |                                  |
|  |                                            |                                            | Ali Carter                                 | 3             |                   |                                        |                                        |                                        |  |  |                                  |                                  |                                  |
|  |                                            | Michael White                              | Ali Carter                                 | 3             | 3                 |                                        |                                        |                                        |  |  |                                  |                                  |                                  |
|  |                                            | Michael White                              |                                            |               | 3                 |                                        |                                        |                                        |  |  |                                  |                                  |                                  |
|  |                                            | Ali Carter                                 | 4                                          |               |                   |                                        |                                        |                                        |  |  |                                  |                                  |                                  |

## Finale
| Finale au meilleur des 7 manches Arbitre : Marcel Eckardt |                          |                               |
| Ronnie O'Sullivan Angleterre                              | 4 - 0 ( - )              | Gerard Greene Irlande du Nord |
| 1 110                                                     | Centuries Meilleur break | 0 21                          |
| Ronnie O'Sullivan remporte le Classique Paul Hunter 2013  |                          |                               |